# Province de Namosi

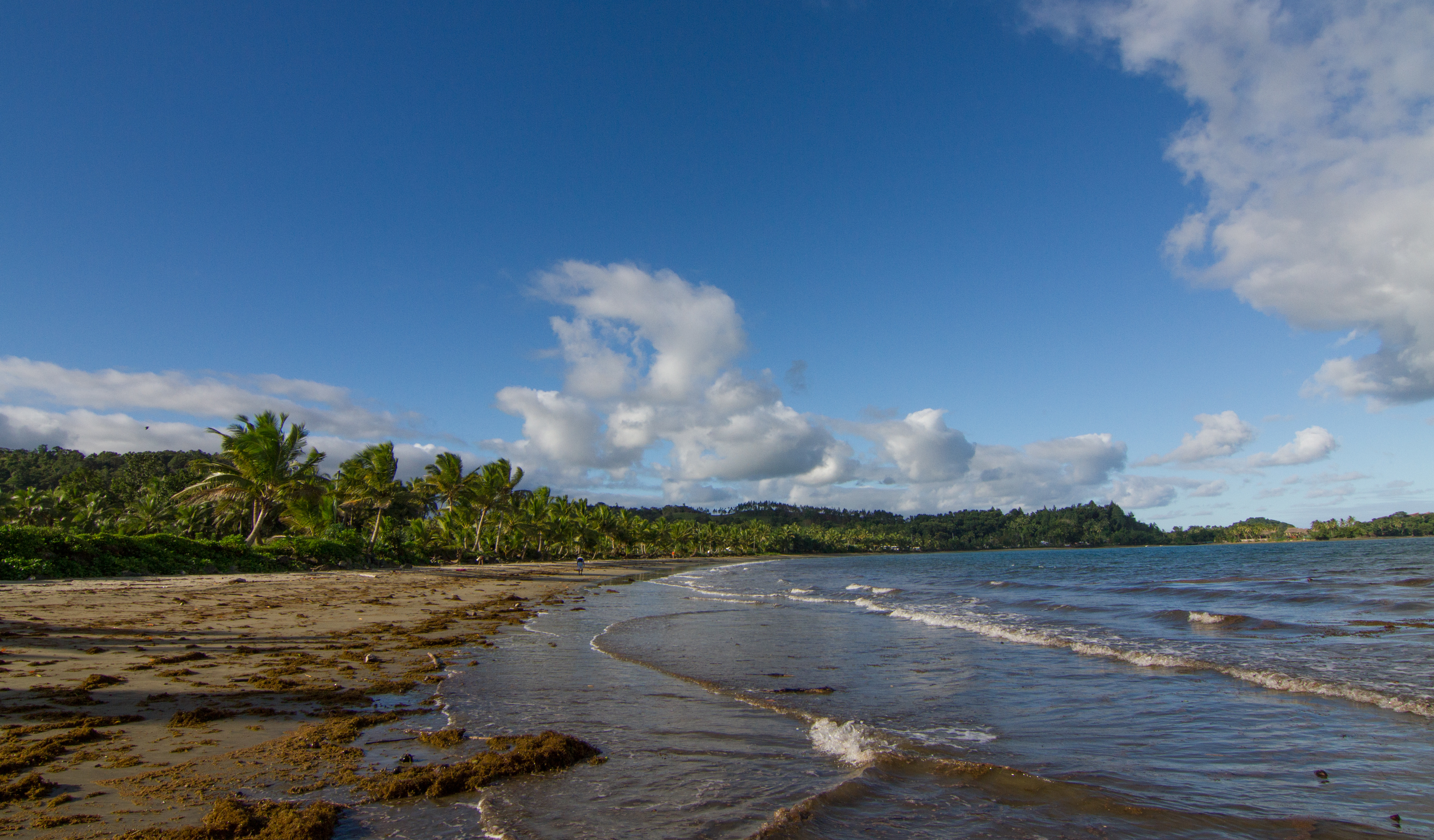
Plage près de Navua, Fidji.

La province de Namosi est une des quatorze provinces des Fidji et une des huit située à Viti Levu. Située à l'ouest de Suva, elle couvre une superficie de 570 km2 et compte une population de 6 898 habitants (en 2007), la plus petite des provinces fidjiennes.